# Bernardo Provenzano
Bernardo Provenzano, född 31 januari 1933 i Corleone, Sicilien, död 13 juli 2016 i Milano, var en italiensk brottsling som mellan 1993 och 2006 var frontfigur för den sicilianska maffian Cosa Nostra. Han var även känd som Binnu u Trattori (ungefär "Traktorn Binnu") efter att vittnen ska ha sagt att han "mejar ned människor". 
Han ansågs ha efterträtt "Gudfadern" Toto Riina som högste ledare för Cosa Nostra, efter Riinas gripande 1993. Provenzano sägs ha legat bakom över 1000 mord. Provenzano greps i april 2006 på en liten gård på landet nära orten Corleone på Sicilien, efter att ha lyckats hålla sig undan myndigheterna i över 43 år. Gripandet var en del av en offensiv mot organiserad brottslighet i allmänhet och mot San Lorenzo-klanen i synnerhet.
Efter Bernardo Provenzanos död 2016 sågs Matteo Messina Denaro som den ohotade chefen över alla chefer inom italienska maffian. 